# Lechkhumi

Attuale divisione amministrativa della Georgia

Lechkhumi (in georgiano ლეჩხუმი?)  è una provincia storica situata nella Georgia nord-occidentale che comprende l'area lungo il medio bacino dei fiumi Rioni e Tskhenistskali a anche la valle fluviale del Lajanuri. Adesso parte della regione del Rach'a-Lechkhumi e Kvemo Svaneti corrisponde grosso modo all'attuale distretto di Tsageri come pure a parte dei distretti di Tsq'altubo e Ambrolauri. Lechkhumi confina con la Mingrelia a ovest, la Svanezia a nord, Rach'a a est e l'Imerezia a sud.
La regione è stata abitata fin dal periodo neolitico e venne successivamente dominata dalla cosiddetta cultura colchica. La prima storia documentata dell'area risale all'alto medioevo. Le fonti storiche contemporanee chiamano il territorio Takveri, un nome che venne ad essere gradualmente rimpiazzato dal termine Lechkhumi. La provincia viene di solito identificata con la Scymnia menzionata da Procopio (VI secolo d.C.) come una dipendenza dei re Lazici. Dentro lo stato feudale georgiano unificato (tra l'XI e il XV secolo), Takveri/Lechkhumi venne di conseguenza subordinata ai duchi (eristavi) di Svanezia e Rach'a. Alla caduta del Regno di Georgia, la provincia finì sotto il dominio del Regno di Imereti, nel 1455. Attraverso l'incessante guerra feudale, i nobili della famiglia Chikovani (Chikvani) furono alla fine i vincitori, diventando loro stessi dei signori semi-indipendenti di Lechkhumi (georgiano: Lechkhumis Tavi). Nel 1714, Begian Cikovani divenne principe della Mingrelia assumendo il nome dinastico di Dadiani. In questo modo, i due stati georgiani occidentali furono unificati dai principi di Mingrelia.
Re Salomone II d'Imerezia (1792-1810) tentò in diverse occasioni, sebbene senza successo, di portare la regione sotto il governo imerezio. L'impero russo, intervenendo dal fronte mingreliano, provocò la caduta del regno di Solomone e l'incorporazione della Mingrelia nell'impero zarista come un'entità autonoma. Nel 1857, le autorità russe abolirono il principato di Mingrelia e Lechkhumi divenne una parte della Guberniya di Kutais. Dal 1867 al 1930, insieme alla confinante Svanezia, venne a formare la regione  di Lechkhumi Mazra.